# مرض ماهفاش
مرض ماهفاش هو متلازمة وراثية صبغية متنحية وورم خلايا الجزيرة الوراثي. العيب الوراثي الذي يسبب مرض ماهفاش هو طفرة تعطيل البيليليك لجين مستقبلات الجلوكاجون (GCGR). اكتشف الطبيب الأمريكي رن يو وزملاؤه مرض ماهفاش في عام 2008. مرض ماهفاش نادر جدا. كان هناك أكثر من 10 حالات من مرض ماهفاش تم وصفها بحلول نهاية عام 2018. يحدث مرض ماهفاش في كل من الإناث والذكور. يُطلق على مرض ماهفاش أيضًا اسم «تضخم خلايا الجلوكاجون» أو «ورم خلايا الجلوكاجون» من قبل بعض المؤلفين، ولكن مرض ماهفاش هو مرض متميز في حين أن المصطلحين البديلين هما في الغالب أوصاف نسجية. بعض المرضى الذين يعانون من «تضخم خلايا الجلوكاجون» ليس لديهم طفرات في مستقبلات الجلوكاجون.

## العلامات والأعراض
يتم تشخيص معظم المرضى الذين يعانون من مرض ماهفاش في مرحلة البلوغ. المرضى الذين يعانون من مرض ماهفاش عادة ما يعانون من عدم راحة غامضة في البطن. التصوير باستخدام التصوير المقطعي أو التصوير بالرنين المغناطيسي يحدد البنكرياس الكبير جدًا الذي يحتوي على واحد أو أكثر من الأورام. يظهر اختبار الكيمياء الحيوية فرط ملحوظ في نسبة سكر بالدم (مرتفع بمئات الأضعاف). إذا استئصلت الأورام، يوجد أنها أورام خلايا الجزيرة التي عادة ما تعبر عن الجلوكاجون. في هامش الورم، يكون تضخم خلايا ألفا البنكرياس منتشرًا، وهناك العديد من الجزيرات الدموية الكبيرة المؤلفة من خلايا ألفا معظمها واضحة، وغالبًا ما توجد عدة أورام في الغدة النخامية وأورام صغيرة في خلايا الجزيرة. أورام خلايا الجزيرة هي الشاغل الصحي الرئيسي للمرضى الذين يعانون من مرض ماهفاش. على الرغم من أن الأورام شائعة بشكل عام، فقد تم الإبلاغ عن الوفاة بسبب ورم خبيث في الكبد.

## طريقة تطور المرض
مرض ماهفاش هو شكل من أشكال تضخم خلايا ألفا البنكرياس التفاعلية. ينتج عن فقدان إشارات الغلوكاجون العادية (خاصةً في الكبد) بسبب مستقبلات الجلوكاجون غير النشطة تغيرات إنزيمية في الكبد بحيث يطلق الكبد كميات كبيرة بشكل غير طبيعي من الأحماض الأمينية في الدورة الدموية. يحفز التركيز العالي للأحماض الأمينية في الدورة الدموية (فرط حمضمينات الدم) خلايا ألفا البنكرياس (الخلايا التي تنتج عادًة الجلوكاجون) على التكاثر وإنتاج وإطلاق المزيد من الجلوكاجون. النشاط التكاثري الهائل لخلايا ألفا البنكرياس يؤهلها لتشكيل الورم. جميع المرضى الذين يعانون من مرض ماهفاش لديهم فرط أمينوكريات الدم، فرط سكر الدم (تركيز عال من الجلوكاجون في الدورة الدموية)، وتضخم خلايا ألفا البنكرياس، ويطورون أورام خلايا الجزيرة في مرحلة البلوغ.

## التشخيص
إن وجود البنكرياس الكبير المصاب بفرط مستوى السكر في الدم لدى البالغين يجعل تشخيص مرض ماهفاش مرجحًا للغاية. وجود أورام البنكرياس يجعل التشخيص أكثر احتمالا. تشريحيا، يشير تضخم خلايا ألفا البنكرياس والأورام الدقيقة إلى تشخيص مرض ماهفاش. التشخيص النهائي لمرض ماهفاش يتطلب اختبارا وراثيا لجين مستقبلات الجلوكاجون.

## العلاج
يركز علاج مرض ماهفاش حاليًا على إدارة أورام خلايا الجزيرة. يمكن مراقبة الأورام الصغيرة ولكن هناك حاجة إلى استئصال الأورام الكبيرة. بما أن المرضى الذين يعانون من مرض ماهفاش لديهم خطر مدى الحياة للإصابة بأورام خلايا الجزيرة، فإنهم بحاجة إلى الخضوع لاختبارات وتصوير كيميائي حيوي دوري.